# Para-influenzavirussen
Para-influenzavirussen (PIF's), ook wel humaan para-influenzavirussen (HPIF's) geheten, zijn de virussen die humane para-influenza veroorzaken. HPIF's zijn een parafyletische groep van vier verschillende enkelstrengs RNA- virussen (ssRNA) die behoren tot de familie Paramyxoviridae . Deze virussen worden nauw in verband gebracht met zowel menselijke als veterinaire ziekten.  Virionen zijn ongeveer 150–250 nm groot. Ze bevatten negatieve sense RNA: het RNA kan niet gelijk fungeren als mRNA, maar moet eerst met behulp van het enzym reverse-transcriptase worden omgezet. Het genoom omvat ongeveer 15.000 nucleotiden. 
De virussen kunnen worden gedetecteerd via celkweek, immunofluorescentiemicroscopie en PCR .  HPIF's blijven de tweede belangrijkste oorzaak van ziekenhuisopname bij kinderen jonger dan 5 jaar vanwege een luchtwegaandoening (alleen het respiratoir syncytieel virus (RSV) veroorzaakt meer ziekenhuisopnames vanwege luchtwegaandoeningen in deze leeftijdsgroep). HPIF's veroorzaken vooral onderste luchtweginfecties.